# شهاب الدين بيمقدار
شهاب الدين بیمقدار ((بالفارسية: ‌‌شهاب‌الدین بی‌مقدار)، من مواليد 1953) هو سياسي إصلاحي إيراني. ولد في ورزقان، مقاطعة أذربيجان الشرقية. وهو عضو في مجلس الشورى الإسلامي. 